# Regnaren
Regnaren är en sjö i Finspångs kommun i Östergötland och ingår i Nyköpingsåns huvudavrinningsområde. Sjön är 11,4 meter djup, har en yta på 8,48 kvadratkilometer och befinner sig 50,1 meter över havet. Sjön avvattnas av vattendraget Bokvarnsån (Svarttorpsån).
Sjön ligger i den norra delen av kommunen, i Regna och Skedevi socknar och församlingar. Sjön är belägen i glest bebyggt område och omges till största delen av skog. På några ställen, framför allt i väster, kantas dock stränderna även av jordbruksmark. Vattenytan ligger 50,6 meter över havets nivå. Regnaren fylls på av vattendrag från bland andra Storsjön och Ålsjön respektive Östjuten och Långtvaren, varav det senare heter Gäddån. Via Vagnaren och Stöparen rinner Regnarens vatten ut i Tisnaren vid Hävla bruk.
På en udde i västra Regnaren ligger Regnaholms herrgård och vid allra västligaste viken ligger Regna kyrkby.

## Etymologi
Namnet Regnaren har kopplats till det fornnordiska ordet regin, vilket betyder "gudar" eller "härskande makter". Enligt en sägen från närheten av sjön ska avsatta asagudar ha bott på dess botten och därifrån kontrollerat bygdens och människornas öden.

## Delar med speciella namn
Här listas namn på avgränsade delar av sjön samt ett urval av vikar:
- Gölstorpsfjärden
  - Ekenäsviken
  - Uddeviken
  - Åviken
  - Älgkoviken
- Perstorpsfjärden
- Östersjön
  - Ramsviken

## Uddar
Följande är namn är på uddar i Regnaren (urval):
- Lenudden
- Nyckelkärrsudden
- Hagudden
- Älgkoudden
- Edsudden

## Öar
Så här heter de av Regnarens öar som står med namn på Lantmäteriets fastighetskarta (1:20 000):  
- Finnholmen
- Lillholmen
- Brudholmen
- Fårön
- Ladudden
- Gropholmarna
- Torstorpsholmarna
- Sarvsundsholmarna
- Stavholmen
- Gölstorpeö
- Liljekonvaljeön
- Skogstorpeö
- Sanda holme
- Lövön
- Storön
- Bergön
- Pannkakeholmen
- Kolstugu öar

## Delavrinningsområde
Regnaren ingår i delavrinningsområde (653001-149961) som SMHI kallar för Utloppet av Regnaren. Medelhöjden är 62 meter över havet och ytan är 41,87 kvadratkilometer. Räknas de 8 avrinningsområdena uppströms in blir den ackumulerade arean 213,63 kvadratkilometer. Bokvarnsån (Svarttorpsån) som avvattnar avrinningsområdet har biflödesordning 2, vilket innebär att vattnet flödar genom totalt 2 vattendrag innan det når havet efter 105 kilometer. Avrinningsområdet består mestadels av skog (59 procent) och jordbruk (12 procent). Avrinningsområdet har 9,09 kvadratkilometer vattenytor vilket ger det en sjöprocent på 21,7 procent.